# Patricia Wright
Pour les articles homonymes, voir Wright.
 (novembre 2023).
La mise en forme du texte ne suit pas les recommandations de Wikipédia : il faut le « wikifier ».
Les points d'amélioration suivants sont les cas les plus fréquents. Le détail des points à revoir est peut-être précisé sur la page de discussion.
- Les titres sont pré-formatés par le logiciel. Ils ne sont ni en capitales, ni en gras.
- Le texte ne doit pas être écrit en capitales (les noms de famille non plus), ni en gras, ni en italique, ni en « petit »…
- Le gras n'est utilisé que pour surligner le titre de l'article dans l'introduction, une seule fois.
- L'italique est rarement utilisé : mots en langue étrangère, titres d'œuvres, noms de bateaux, etc.
- Les citations ne sont pas en italique mais en corps de texte normal. Elles sont entourées par des guillemets français : « et ».
- Les listes à puces sont à éviter, des paragraphes rédigés étant largement préférés. Les tableaux sont à réserver à la présentation de données structurées (résultats, etc.).
- Les appels de note de bas de page (petits chiffres en exposant, introduits par l'outil «  Source ») sont à placer entre la fin de phrase et le point final[comme ça].
- Les liens internes (vers d'autres articles de Wikipédia) sont à choisir avec parcimonie. Créez des liens vers des articles approfondissant le sujet. Les termes génériques sans rapport avec le sujet sont à éviter, ainsi que les répétitions de liens vers un même terme.
- Les liens externes sont à placer uniquement dans une section « Liens externes », à la fin de l'article. Ces liens sont à choisir avec parcimonie suivant les règles définies. Si un lien sert de source à l'article, son insertion dans le texte est à faire par les notes de bas de page.
- La présentation des références doit suivre les conventions bibliographiques. Il est recommandé d'utiliser les modèles {{Ouvrage}}, {{Chapitre}}, {{Article}}, {{Lien web}} et/ou {{Bibliographie}}. Le mode d'édition visuel peut mettre en forme automatiquement les références.
- Insérer une infobox (cadre d'informations à droite) n'est pas obligatoire pour parachever la mise en page.

Pour une aide détaillée, merci de consulter Aide:Wikification.
Si vous pensez que ces points ont été résolus, vous pouvez retirer ce bandeau et améliorer la mise en forme d'un autre article.
Patricia Wright
Patricia Chapple Wright (née le 10 septembre 1944) est une primatologue, anthropologue et défenseur de l'environnement américaine. Son travail consiste à étudier en profondeur les interactions sociales et familiales des lémuriens sauvages de Madagascar.
Elle a créé l'Institut pour la conservation des environnements tropicaux à l'université Stony Brook et contribué à la création du parc national de Ranomafana à Madagascar.

## Débuts
Patricia Wright naît le 10 septembre 1944 à Doylestown, Pennsylvanie. Sa mère, Julia Delores, est bibliothécaire scolaire, et son père, Hugh Edward, superviseur de fonderie.

## Éducation
Wright obtient un diplôme de licence en biologie en 1966 à Hood College. Elle obtient ensuite un doctorat en anthropologie de la City University de New York en 1985 sous la direction de Warren Kinzey.

## Madagascar
En 1986, elle effectue un voyage à Madagascar à la recherche du Grand Hapalémur (Prolemur simus), une espèce abondante dans les sites de lémuriens subfossiles du nord, qui aurait disparu dans un passé récent. Wright découvre que des spécimens existent toujours et découvre une nouvelle espèce nommée Hapalemur aureus, le Hapalémur doré,.

## Centre ValBio
Patricia Wright crée l'Institut pour la conservation des environnements tropicaux à l'université de Stony Brook, qui se consacre à la conservation et à la recherche scientifique sous les tropiques, en se spécialisant sur Madagascar. Cet institut coordonne le travail de nombreux spécialistes des sciences naturelles et sociales à travers Madagascar, notamment autour du parc national de Ranomafana. Il exploite une station de recherche moderne à Madagascar appelée Centre ValBio,.

## Prix et reconnaissance

### Prix
- 2018 – Finaliste du Prix St Andrews pour l’Environnement
- 2014 – Première femme lauréate du prix Indianapolis pour la conservation[6]
- 2014 – Présentée dans Parts Unknown de CNN avec Anthony Bourdain
- 2014 – Prix pour l’ensemble de sa carrière décerné par le Wildlife Conservation Film Festival
- 2014 – Diplôme honorifique (Honoris Causa) de l'Université de Fianarantsoa, Madagascar
- 2014 – Présentée dans le film 3D IMAX Île aux lémuriens : Madagascar avec Morgan Freeman
- 2013 – Élue à la Société américaine de philosophie
- 2012 – Récipiendaire de la Médaille d'Honneur Commandeur, Gouvernement de Madagascar
- 2011 – Finaliste du Prix Indianapolis pour la conservation
- 2008 – Prix d’excellence du corps professoral de l'université Stony Brook
- 2008 – Médaille Hauptman Woodward Pionnier en Science
- 2008 – Prix de primatologue distingué par l'American Society of Primatologists
- 2007 – Récompense Honoris Causa, diplôme honorifique de l'université d'Antananarivo
- 2007 – Le parc national de Ranomafana est nommé site du patrimoine mondial de l'UNESCO
- 2006 – Une nouvelle espèce de Kalambatritra, Madagascar nommée Lepilemur wrighaeti
- 2006 – Comité de sélection du Prix Cosmos, Osaka, Japon
- 2006 – Série de conférences du Club des Explorateurs
- 2006 – 2010 Membre du groupe de travail de la Smithsonian Institution sur la biodiversité
- 2004 – Élue Fellow de l'Association américaine pour l'avancement des sciences
- 2004 – "Médaille Officier de Madagascar". Haute distinction décernée par le Président de Madagascar
- 2003 – Prix « Femme de mérite », décerné par le sénateur Kenneth LaValle
- 2003 – 2011 Membre du National Geographic Conservation Trust
- 2003 – Conférencière invitée par la Royal Geographical Society de Londres
- 2002 – Conférencière du Conseil présidentiel James Watson au symposium « Human Behaviour in the Genomic Age » à Cold Spring Harbor, New-York
- 2002 – Conseil national de recherches, Comité des académies nationales
- 2001 – 2009 Membre du Comité National Géographique pour la recherche et l'exploration
- 2001 – Série de conférences, SUNY Stony Brook
- 2000 – Aujourd'hui Membre du conseil d'administration de la Comparative and Conservation Biology Foundation
- 2000 – « Chercheuse principal de l'année ». Institut de surveillance de la Terre
- 1998 – 2003 Membre du comité de conservation de la Société internationale de primatologie
- 1995 – 1998 Conseil consultatif de la Fondation Axel Wenner-Gren pour la recherche anthropologique
- 1995 – Chevalier d'Ordre National. Médaille Nationale d'Honneur de Madagascar, des mains du Président de Madagascar
- 1995 – Prix annuel des femmes en génie scientifique, SUNY
- 1994 – Madagascar Faunal Group, Conseil International
- 1994 – 2000 Membre du Conseil Scientifique de la Fondation Douroucouli
- 1994 – Conseil consultatif de Primate Conservation Inc.
- 1994 – 1996 Conseil consultatif du Centre pour la conservation tropicale, Université Duke
- 1994 – Prix de la femme scientifique de l’année, Three Village Times, New York
- 1993 – 2001 Membre du conseil d’administration de l’Organisation d’études tropicales
- 1993 – 1999 Membre du conseil d'administration de The Nature Conservancy, chapitre de Long Island
- 1993 – Prix des femmes qui font la différence, Family Circle Magazine
- 1990 – aujourd'hui Membre du comité de rédaction de l’International Journal of Primatology
- 1991 – aujourd'hui Membre du conseil consultatif externe, Duke University Primate Center
- 1991 – aujourd’hui Groupe de spécialistes des primates de l’UICN à Madagascar
- 1990 – Docteur honoris causa en sciences du Hood College
- 1990 – 1991 Membre du Comité du Conseil national de recherches pour le développement durable et la préservation de l'environnement des tropiques humides
- 1989 – Bourse John D. et Catherine T. MacArthur
- 1988 – 1994 Membre du Comité de conservation de l'American Society of Primatologists
- 1984 – Groupe de spécialistes des primates de l’UICN – Amérique du Sud
- 1982 – "SL Washburn Prize" pour un article étudiant exceptionnel à la réunion de l'American Association of Physical Anthropologists, Eugene, Oregon

## Médias

### Télévision et cinéma
- 2016 – présentée dans Anthony Bourdain : Parts Unknown, CNN
- 2014 – présentée dans le film IMAX Île des Lémuriens : Madagascar
- 2009 – présentée dans Dan Rather Reports, HDNet TV
- 2002 – présentée dans le film documentaire The Life of Mammals de David Attenborough.
- 2000 – Me &amp; Isaac Newton, réalisé par Michael Apted, une production Clear Blue Sky ; Gagnante d'un Emmy Award.

### Presse et radio
- 2009/10 – Magazine National Geographic
- 2008/09 – L'unité d'histoire naturelle de la BBC (Royaume-Uni) et la NHK Japon ont présenté le projet NSF
- 2006 - présentée dans le Smithsonian Magazine, article de couverture d'avril "Pour l'amour des lémuriens"
- 2006 – interviewée dans l’émission primée de la radio publique nationale Life on Earth, Madagascar Biodiversity produite par Dan Grossman.
- 2005 – Article de couverture du magazine Natural History en juin « Danse des sexes »
- 2005 – présentée dans Long Island Life, Newsday, février 206[pas clair]

### Livres
- 2014 – Pour l'amour des lémuriens : ma vie dans la nature sauvage de Madagascar publié par Lantern Books (ISBN 978-1590564455)
- 2013 – Haute Lune sur l'Amazonie : Ma quête pour comprendre les singes de la nuit publié par Lantern Books (ISBN 9781590564219)
- 2011 –Frederic Larrey, Patricia C. Wright et Cyril Giraud, Madagascar: The Forest of Our Ancestors, France, Regard du Vivant Press (ISBN 978-2952996921) Madagascar : La forêt de nos ancêtres.
- 2003 –Tarsiers: Past, Present and Future, Piscataway, New Jersey, Rutgers University Press, 2003 (ISBN 0813532361) (2003). Tarsiers : passé, présent et futur.